# Trennungsgesetz
Trennungsgesetz ist der Kurztitel eines gleichlautenden Landesgesetzes der beiden österreichischen Bundesländer Wien und Niederösterreich vom 29. Dezember 1921, in Kraft getreten am 1. Jänner 1922. Die beiden in dieser Form neuen Länder waren durch das am 10. November 1920 in Kraft getretene Bundes-Verfassungsgesetz, im Wesentlichen bis heute Kern der Bundesverfassung, geschaffen worden; das Trennungsgesetz bestätigte die  bereits erfolgte Trennung und finalisierte die 1921 vereinbarte finanzrechtliche Scheidung.
Im weiteren Sinn können alle Gesetze als Trennungsgesetze bezeichnet werden, die bewirkten, dass Wien seit November 1920 nicht mehr Hauptstadt und Bestandteil des Landes Niederösterreich ist und dass bis 1922 gemeinsames Eigentum beider neuen Länder aufgeteilt wurde.

## Hintergrund
Die wesentlichsten Motive für die Herauslösung Wiens aus Niederösterreich waren:
- Niederösterreich inklusive Wien erschien den anderen sechs Bundesländern (das Burgenland zählte noch nicht dazu) zu groß; es umfasste die Hälfte aller Einwohner der Republik Österreich, wie sie 1918 / 1919 nach dem Zusammenbruch der Österreichisch-Ungarischen Monarchie entstanden war.
- Das mehrheitlich Rote Wien unter Bürgermeister Jakob Reumann wollte nicht vom mehrheitlich konservativen ländlichen Raum um Wien abhängig sein – und umgekehrt.
- Die Konservativen im ländlichen Raum wollten nicht vom sozialdemokratischen niederösterreichischen Landeshauptmann Albert Sever vertreten werden, der von der Mehrheit der sozialdemokratischen Abgeordneten aus Stadt und Land gewählt worden war.

Das Trennungsgesetz stand in gewisser Analogie zum 1920 im Deutschen Reich in Kraft getretenen Groß-Berlin-Gesetz.

## 1920: Bundesverfassung mit Land Wien
Die von der Konstituierenden Nationalversammlung am 1. Oktober 1920 beschlossene und am 10. November 1920 in Kraft getretene Bundesverfassung (B-VG) der Republik definierte 1920 in ihren Artikeln 108–114 die Funktion der Stadt Wien als Bundesland.
Wien hatte ab sofort seine Vertreter in den Bundesrat zu entsenden, seine Verfassung und seine Landesfinanzen zu bestimmen und sich mit Niederösterreich-Land, wie Niederösterreich ohne Wien nun bis Ende 1921 genannt wurde, darüber zu einigen, welche bisherigen Gemeinsamkeiten wie lang fortgesetzt werden sollten und wie bisheriges Landeseigentum aufzuteilen sei. Die Bundesverfassung schrieb in Artikel 114 für die „vollständige Trennung“, womit der Abschluss der Vermögensaufteilung gemeint war, übereinstimmende Landesgesetze vor, legte dafür aber keinen Zeitrahmen fest.
In allen anderen Angelegenheiten habe jeder der beiden Landesteile ab sofort die Stellung eines selbstständigen Landes:
- Niederösterreich-Land mit Landeshauptmann und Landtag ohne Wiener Vertretung,
- in Wien hätten der Bürgermeister auch als Landeshauptmann, der Stadtsenat auch als Landesregierung, der Gemeinderat auch als Landtag und der Magistratsdirektor auch als Landesamtsdirektor zu fungieren.

## 1920: Wiener Stadtverfassung
Am Tag des In-Kraft-Tretens der Bundesverfassung wurde auf Antrag der neuen Landesregierung unter Jakob Reumann die auf die Bundesverfassung Bezug nehmende Verfassung der Bundeshauptstadt Wien (Wiener Stadtverfassung, WStV) beschlossen, die mit ihrer Kundmachung am 18. November 1920 in Kraft trat. In ihren §§ 120–153 wird die Stellung Wiens als Land ergänzend zur Bundesverfassung geregelt. Die Stadtverfassung wurde vom Bürgermeister als Landeshauptmann und vom Magistratsdirektor als Landesamtsdirektor beurkundet.
Das Land Niederösterreich-Land, wie es nun bis 31. Dezember 1921 hieß, beschloss seine Landesverfassung am 30. November 1920. Wie mit Wien vereinbart, verblieb der Sitz von Landtag und Landesregierung Niederösterreichs in Wien.

## 1921: Ende der Gemeinsamkeiten
Die beiden neuen Länder wollten nur mehr sehr wenig und dies sehr kurz gemeinsam entscheiden. De facto ging es fast ausschließlich darum, wie das bisherige Landeseigentum aufgeteilt würde. Der für die gemeinsamen Angelegenheiten vorgesehene gemeinsame Landtag hatte daher außer einer rudimentären gemeinsamen Landesverfassung und seiner eigenen Geschäftsordnung nur einen Gesetzesbeschluss zu fassen: den der Aufhebung der gemeinsamen Verfassung mit Jahresende 1921.
Die gemeinsame Landesverfassung Niederösterreichs für Wien und Niederösterreich-Land, beurkundet von Landeshauptmann Albert Sever, wurde vom gemeinsamen Landtag am 28. Dezember 1920 beschlossen und trat am 1. Jänner 1921 in Kraft. Sie sah keine gemeinsame Landesregierung mehr vor, sondern nur eine aus der Mitte des gemeinsamen Landtags zu wählende, fünfköpfige Verwaltungskommission, in der abwechselnd der Wiener Bürgermeister und der Landeshauptmann von Niederösterreich-Land den Vorsitz zu führen hätten. (Diese beiden Politiker leiteten auch die Verhandlungen über die Vermögensaufteilung.)
Der gemeinsame Landtag fasste nur zwei weitere Gesetzesbeschlüsse:
- ein Verfassungsgesetz vom 31. Mai 1921 über die Geschäftsordnung des gemeinsamen Landtags[5], beurkundet von Landtagspräsident Seitz, Bürgermeister Reumann und dem Landeshauptmann von Niederösterreich-Land, Mayer, und
- ein Verfassungsgesetz vom 29. Dezember 1921 über die Außerkraftsetzung der gemeinsamen Landesverfassung mit 31. Dezember 1921, womit sich u. a. der gemeinsame Landtag selbst abschaffte.[6]

## 1921: Eigentumsrechtliche Verhandlungen
Die Verhandlungen zwischen Wien und Niederösterreich-Land wurden über ein Jahr lang von einem Ausschuss geführt. Dem Ausschuss gehörten die Landeshauptleute von Niederösterreich-Land und Wien, Mayer und Reumann, und die Abgeordneten Zwetzbacher, Ségur, Christoph und Helmer aus Niederösterreich und die Wiener Abgeordneten Danneberg, Breitner, Tandler, Hoss, Rummelhardt, Kienböck und Nepustil an.
Den Vertretern von Niederösterreich-Land war wesentlich, dass der Sitz der niederösterreichischen Landesregierung und des Landtages im Landhaus in der Wiener Herrengasse verbleiben konnte und das Gebäude an Niederösterreich-Land fiel. Die anderen Immobilien des bisherigen Landes Niederösterreich mussten aufgeteilt werden; zumeist fielen die in Wien gelegenen an Wien, die in Niederösterreich gelegenen an Niederösterreich-Land. Ausgenommen davon waren Sozial- und Gesundheitseinrichtungen, die Wien zum Teil auch im Umland der Stadt zugesprochen erhielt. Die niederösterreichischen Landesbahnen konnten im Zuge dieser Verhandlungen an den Bund übertragen werden. Einige wenige Objekte und Liegenschaften wurden nicht aufgeteilt; in diesen Fällen sollten nun beide Länder als grundbücherliche Eigentümer aufscheinen.
Ein vorgesehenes Schiedsgericht sollte auch im Nachhinein eventuelle Streitfälle schlichten können. Dieses musste nicht in Aktion treten.

## 1921: Trennungsgesetz
Nach dem erfolgreichen Abschluss der Verhandlungen über die Aufteilung des bisherigen Landesvermögens bzw. die gemeinsame Nutzung einiger Liegenschaften bzw. Einrichtungen wurden am 29. Dezember 1921 von Wien und Niederösterreich-Land gemäß Art. 114 B-VG übereinstimmende Trennungsgesetze beschlossen, die am 1. Jänner 1922 wirksam wurden. Das Trennungsgesetz hielt fest, dass nunmehr Wien und Niederösterreich-Land selbstständige Bundesländer bilden; weiters wurde das Ergebnis der Vermögensaufteilungsverhandlungen gesetzlich festgeschrieben. Am gleichen Tag beschloss der gemeinsame Landtag die Aufhebung der gemeinsamen Landesverfassung.
Eine Kommission, die für noch nicht erledigte Abrechnungen verantwortlich war, konnte Anfang 1923 ihre Tätigkeit abschließen. Spätere Abrechnungen erfolgten mit Zustimmung des Landes Wien durch die niederösterreichische Landesregierung (Verordnung vom 27. Februar 1923).
Das Trennungsgesetz wurde nur zweimal geändert:
- Mit übereinstimmenden Verfassungsgesetzen beider Länder vom 15. März 1923 wurden drei Gebäude in Wien 1., Löwelstraße, eigentumsmäßig jeweils einem der beiden Länder zugeordnet[11]
- Im Februar 1924 übernahm Wien in Absprache mit Niederösterreich die Liquidierung der niederösterreichischen Landeshypothekenanstalt.[12]

In Niederösterreich wurde das Trennungsgesetz am 27. September 1978 unter Einbeziehung dieser Änderungen wiederverlautbart.

## NÖ. Landeshauptstadt
In den Gesetzen wurde für Niederösterreich der Sitz von Landesregierung und Landtag in Wien festgeschrieben. Die Schaffung einer eigenen niederösterreichischen Landeshauptstadt lag damals aus historischen, verkehrstechnischen und finanziellen Gründen außerhalb der Realität.
Die Frage wurde vom Landeshauptmann 1984 aufgeworfen und 1986 mit einer Volksbefragung der Niederösterreicher geklärt, die im selben Jahr zum Beschluss der Landeshauptstadt Sankt Pölten und zehn Jahre später zur Übersiedlung von Landesregierung und Landtag dorthin führte. Der Landtag von Niederösterreich hielt seine erste Sitzung im neuen Landhaus in St. Pölten am 21. Mai 1997 ab.
Für den Fall des Auszugs des Niederösterreichischen Landtags oder der Niederösterreichischen Landesregierung aus dem historischen Landhaus im Stadtzentrum Wiens sahen die 1921 beschlossenen Trennungsgesetze in § 6 Abs. 3 vor, dass damit Wiens Hälfteeigentum am Landhaus auflebe; Wien hätte dann das Recht, den niederösterreichischen Hälfteanteil zu kaufen. Niederösterreich einigte sich 1995 mit Wien darauf, Wiens Anteil mit Nutzungsrechten der nördlichen Spitze der Donauinsel (die ca. 2 km nach Niederösterreich hineinreicht) abzulösen.